# Soncourt-sur-Marne
Soncourt-sur-Marne település Franciaországban, Haute-Marne megyében. Lakosainak száma 330 fő (2022. január 1.). Soncourt-sur-Marne Marbéville, Ormoy-lès-Sexfontaines, Oudincourt, Viéville, Vignory, Vouécourt és Vraincourt községekkel határos.

## Népesség
A település népessége az elmúlt években az alábbi módon változott:
| Lakosok száma | 366  | 336  | 331  | 407  | 404  | 383  | 371  | 362  | 351  | 330  |
|               | 1968 | 1982 | 1990 | 2006 | 2013 | 2015 | 2017 | 2019 | 2020 | 2022 |